# Эффект Зеемана
Эффе́кт Зе́емана — расщепление линий атомных спектров в магнитном поле. Назван в честь Питера Зеемана, открывшего эффект в 1896 году.
Эффект обусловлен тем, что в присутствии магнитного поля {\displaystyle {\vec {B}}} электрон, обладающий магнитным моментом {\displaystyle {\vec {\mu }},} приобретает дополнительную энергию {\displaystyle \Delta E=-{\vec {\mu }}\cdot {\vec {B}}.} Приобретённая энергия приводит к снятию вырождения атомных состояний по полному квантовому числу {\displaystyle m_{j}} и расщеплению атомных спектральных линий.

## Природа эффекта

### В классическом представлении
Объяснение эффекта Зеемана в рамках классической физики было дано Хендриком Лоренцем. Согласно его теории, атом рассматривается как классический гармонический осциллятор, и его уравнение движения в присутствии магнитного поля {\displaystyle {\vec {B}},} направленного вдоль оси Z, можно рассматривать в виде:
{\displaystyle m_{e}{\frac {d{\vec {v}}}{dt}}=-m_{e}\omega _{0}^{2}{\vec {r}}-e{\vec {v}}\times {\vec {B}},}
где {\displaystyle {\vec {v}}} — скорость вращения электрона вокруг ядра,
{\displaystyle m_{e}} — масса электрона,
{\displaystyle \omega _{o}} — резонансная частота электронного дипольного перехода.
Последний член в уравнении обусловлен силой Лоренца.
Введём величину, называемую ларморовской частотой {\displaystyle \Omega _{L}={\frac {eB}{2m_{e}}}.}
Решение уравнения движения показывает, что резонансная частота дипольного момента в присутствии магнитного поля расщепляется на три частоты {\displaystyle \omega \simeq \omega _{o}\pm \Omega _{L}}, называемых лоренцевским или простым зеемановским триплетом.
Таким образом, в магнитном поле электрон вместо простого вращения вокруг ядра атома начинает совершать сложное движение относительно выделенного магнитным полем направления {\displaystyle Z.}
Электронное облако атома прецессирует вокруг этой оси с частотой Лармора {\displaystyle \Omega _{L}.}
Такая простая модель объясняет наблюдаемое в экспериментах изменение поляризации флуоресценции атомарных паров в зависимости от направления наблюдения. Если смотреть вдоль оси Z, то на частоте {\displaystyle \omega _{o}} никакой атомной флуоресценции наблюдаться не будет, так как атомный диполь на этой частоте колеблется вдоль оси магнитного поля, а его излучение распространяется в направлении, перпендикулярном этой оси. На частотах {\displaystyle \omega \simeq \omega _{o}\pm \Omega _{L}} наблюдается право- и левовращающая поляризации, так называемые {\displaystyle \sigma ^{+}} и {\displaystyle \sigma ^{-}}-поляризации.
Если же смотреть вдоль осей X или Y, то наблюдается линейная поляризация (π и σ соответственно) на всех трёх частотах {\displaystyle \omega _{o}} и {\displaystyle \omega \simeq \omega _{o}\pm \Omega _{L}}. Вектор поляризации света π направлен вдоль магнитного поля, а σ — перпендикулярно.
Классическая физика оказалась способной описать только так называемый простой (нормальный) эффект Зеемана. Объяснить сложный (аномальный) эффект Зеемана в рамках классических представлений о природе невозможно.

### В квантовом представлении
Полный гамильтониан атома в магнитном поле имеет вид:
{\displaystyle H=H_{0}+V_{M},}
где {\displaystyle H_{0}} — невозмущенный гамильтониан атома и {\displaystyle V_{M}} — возмущение, созданное магнитным полем:
{\displaystyle V_{M}=-{\vec {\mu }}\cdot {\vec {B}}.}
Здесь {\displaystyle {\vec {\mu }}} — магнитный момент атома, который состоит из электронной и ядерной частей. Ядерным магнитным моментом, который на несколько порядков меньше электронного, можно пренебречь. Следовательно:
{\displaystyle {\vec {\mu }}=-\mu _{B}g{\vec {J}}/\hbar ,}
где {\displaystyle \mu _{B}} — магнетон Бора,
{\displaystyle {\vec {J}}} — полный электронный угловой момент,
{\displaystyle g} — g-фактор.
Оператор магнитного момента электрона является суммой орбитального {\displaystyle {\vec {L}}} и спинового {\displaystyle {\vec {S}}} угловых моментов, умноженных на соответствующие гиромагнитные отношения:
{\displaystyle {\vec {\mu }}=-\mu _{B}(g_{l}{\vec {L}}+g_{s}{\vec {S}})/\hbar ,}
где {\displaystyle g_{l}=1},
{\displaystyle g_{s}\approx 2{,}0023192}.
Последнюю величину называют аномальным гиромагнитным отношением, отклонение от 2 появляется из-за квантово-электродинамических эффектов. В случае L-S-связи для расчета полного магнитного момента суммируются все электроны:
{\displaystyle g{\vec {J}}=\left\langle \sum _{i}(g_{l}{\vec {l_{i}}}+g_{s}{\vec {s_{i}}})\right\rangle =\left\langle (g_{l}{\vec {L}}+g_{s}{\vec {S}})\right\rangle ,}
где {\displaystyle {\vec {L}}}
{\displaystyle {\vec {S}}} — полный орбитальный и спиновый моменты атома, усреднение делается по атомному состоянию с данной величиной полного углового момента.

## Простой эффект Зеемана
Простым или нормальным эффектом Зеемана называется расщепление спектральных линий на три подуровня; он качественно может быть объяснён классически.
Если член взаимодействия {\displaystyle V_{M}} мал (меньше тонкой структуры то есть {\displaystyle V_{M}\ll |E_{i}-E_{k}|}), нормальный эффект Зеемана наблюдается:
- при переходах между синглетными термами ({\displaystyle S=0;J=L});
- при переходах между уровнями {\displaystyle L=0} и {\displaystyle J=S};
- при переходах между уровнями {\displaystyle J=1} и {\displaystyle J=0}, поскольку {\displaystyle J=0} не расщепляется, а {\displaystyle J=1} расщепляется на три подуровня.

В сильных полях также наблюдается расщепление на три подуровня, однако это может происходить вследствие эффекта Пашена — Бака (см. далее).
При нормальном эффекте Зеемана расщепление связано с чисто орбитальным или чисто спиновым магнитным моментами. Это наблюдается в синглетах He и в группе щёлочноземельных элементов, а также в спектрах Zn, Cd, Hg.
Поляризация {\displaystyle \pi } и {\displaystyle \sigma ^{\pm }} наблюдаются при изменении проекции магнитного момента на {\displaystyle \Delta m_{j}=0} и {\displaystyle \Delta m_{j}=\pm 1}, соответственно.
Несмотря на то, что Зееман изначально наблюдал в своих экспериментах именно простой эффект, в природе он встречается относительно редко.

## Сложный эффект Зеемана
Для всех несинглетных линий спектральные линии атома расщепляются на значительно большее, чем три, количество компонент, а величина расщепления кратна нормальному расщеплению {\displaystyle \nu _{n}}. В случае сложного (или аномального) эффекта величина расщепления сложным образом зависит от квантовых чисел {\displaystyle L,~S,~J}. Как указано ранее, приобретённая электроном в магнитном поле дополнительная энергия {\displaystyle V_{M}} пропорциональна {\displaystyle g} — фактору, который называют множителем Ланде (гиромагнитный множитель) и который дается формулой
{\displaystyle g=1+{\frac {J(J+1)-L(L+1)+S(S+1)}{2J(J+1)}},}
где L — значение орбитального момента атома, S — значение спинового момента атома, J — значение полного момента.
Впервые этот множитель ввёл Ланде. Работы Ланде являлись продолжением работ Зеемана, поэтому расщепление линий в спектрах, полученных Ланде в магнитном поле, называют аномальным эффектом Зеемана. Заметим, что эксперимент Зеемана сделан при {\displaystyle L=J,S=0}, то есть {\displaystyle g=1}, поэтому никакой надобности в множителях не возникало.
Таким образом, вырожденный энергетический уровень расщепляется на {\displaystyle 2J+1} равноотстоящих зеемановских подуровня (где {\displaystyle J} — максимальное значение модуля магнитного квантового числа {\displaystyle m_{l}=j}).

## Эффект Пашена — Бака
Эффект Пашена — Бака наблюдается, когда зеемановское расщепление превышает расщепление тонкой структуры, то есть при {\displaystyle V_{M}\gg |E_{i}-E_{k}|}. В таких полях разрушается обычное спин-орбитальное взаимодействие. При этом сложное зеемановское расщепление переходит в простое, так что вырожденный энергетический уровень расщепляется на {\displaystyle 2J+1} равноотстоящих зеемановских подуровней (где {\displaystyle J} — максимальное значение модуля магнитного квантового числа {\displaystyle m_{l}=j}).

## Сверхсильные поля
В ещё более сильных магнитных полях, при которых циклотронная энергия электрона {\displaystyle \hbar \omega _{c}} (где {\displaystyle \omega _{c}} — его циклотронная частота) становится сопоставимой с энергией связи атома или превышает её, структура атома полностью меняется. В этом случае классификация уровней производится согласно уровням Ландау, а кулоновское взаимодействие выступает как возмущение по отношению к магнитному, расщепляя уровни Ландау на подуровни. Для атома водорода в основном состоянии такая ситуация наступает, когда {\displaystyle \hbar \omega _{c}} превышает атомную единицу энергии, то есть при {\displaystyle B>2,35\times 10^{5}} Тл.

## История
Предположение, что спектральные линии могут расщепляться в магнитном поле, было впервые высказано Майклом Фарадеем, который, однако, не смог наблюдать эффект из-за отсутствия источника достаточно сильного поля. Эффект был впервые обнаружен Питером Зееманом в 1896 году для узкой зелёно-голубой линии кадмия. В своём опыте Зееман применял магнитные поля напряжённостью 1-1,5 Тл и наблюдал расщепление линии на триплет. Зееман сослался на Фарадея как на автора идеи. 31 октября 1897 года об этих опытах узнал Хендрик Лоренц, который уже на следующий день встретился с Зееманом и привёл ему своё объяснение, основанное на разработанной им же классической электронной теории. Вскоре, однако, обнаружилось, что спектральные линии большинства других веществ расщепляются в магнитном поле более сложным образом. Объяснить этот эффект удалось только в рамках квантовой физики с развитием представлений о спине. За открытие и объяснение эффекта Зееман и Лоренц были награждены Нобелевской премией по физике 1902 года.

### Оригинальные статьи
- P. Zeeman. On the influence of Magnetism on the Nature of the Light emitted by a Substance (англ.) // Phil. Mag.. — 1897. — Vol. 43. — P. 226.
- P. Zeeman. Doubles and triplets in the spectrum produced by external magnetic forces (англ.) // Phil. Mag.. — 1897. — Vol. 44. — P. 55.
- P. Zeeman. The Effect of Magnetisation on the Nature of Light Emitted by a Substance (англ.) // Nature. — 1897. — Vol. 55. — P. 347. — doi:10.1038/055347a0.